# ハウラー-ニュー・ジャルパイグリー・ヴァンデ・バーラト急行
ハウラー-ニュー・ジャルパイグリー・ヴァンデ・バーラト急行（英語: Howrah–New Jalpaiguri Vande Bharat Express）は、インドの長距離電車急行列車であるヴァンデ・バーラト急行の1つ。2023年から本格的な営業運転を開始した。

## 概要
2022年12月30日に設定され、翌2023年1月1日から本格的な営業運転を開始した、7番目にして東インド地域における初のヴァンデ・バーラト急行。ハウラーに位置するハウラー駅とジャルパイグリー地区のニュー・ジャルパイグリー・ジャンクション駅、合計561 kmの間を7時間30分かけて走行する。通常は水曜日を除いた週6日に営業運転を実施しているが、長期休暇中の需要増加に対応するため、2023年11月15日から11月29日までの水曜日（15日、22日、29日）に臨時便（02301 / 02302列車）が運行された事がある。
輸送実績は営業運転開始以降好調で、2023年6月時点で全ての列車の席の予約が常に埋まっている状態である旨が報告されている。

車内の様子
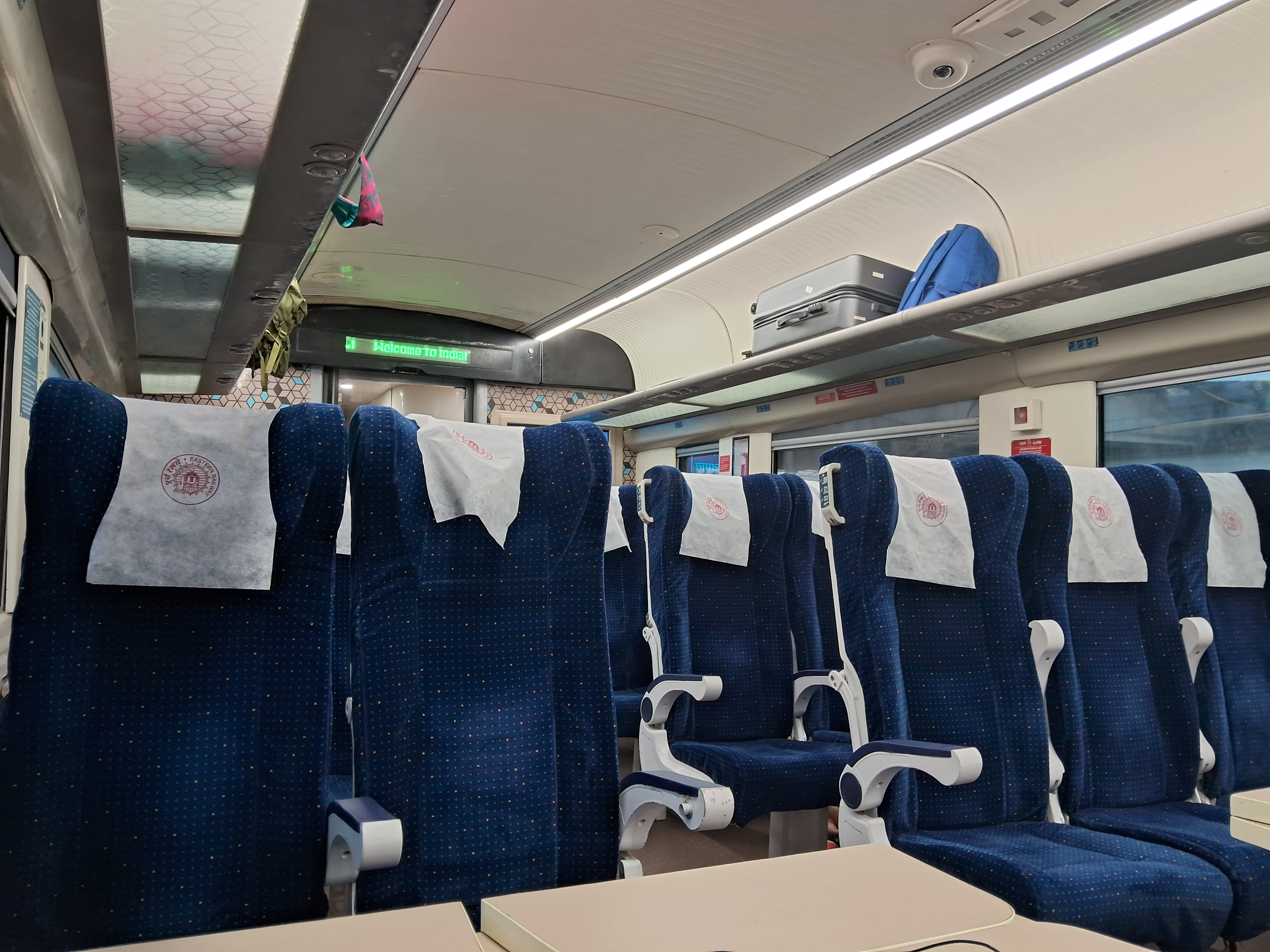
車内（エコノミークラス）
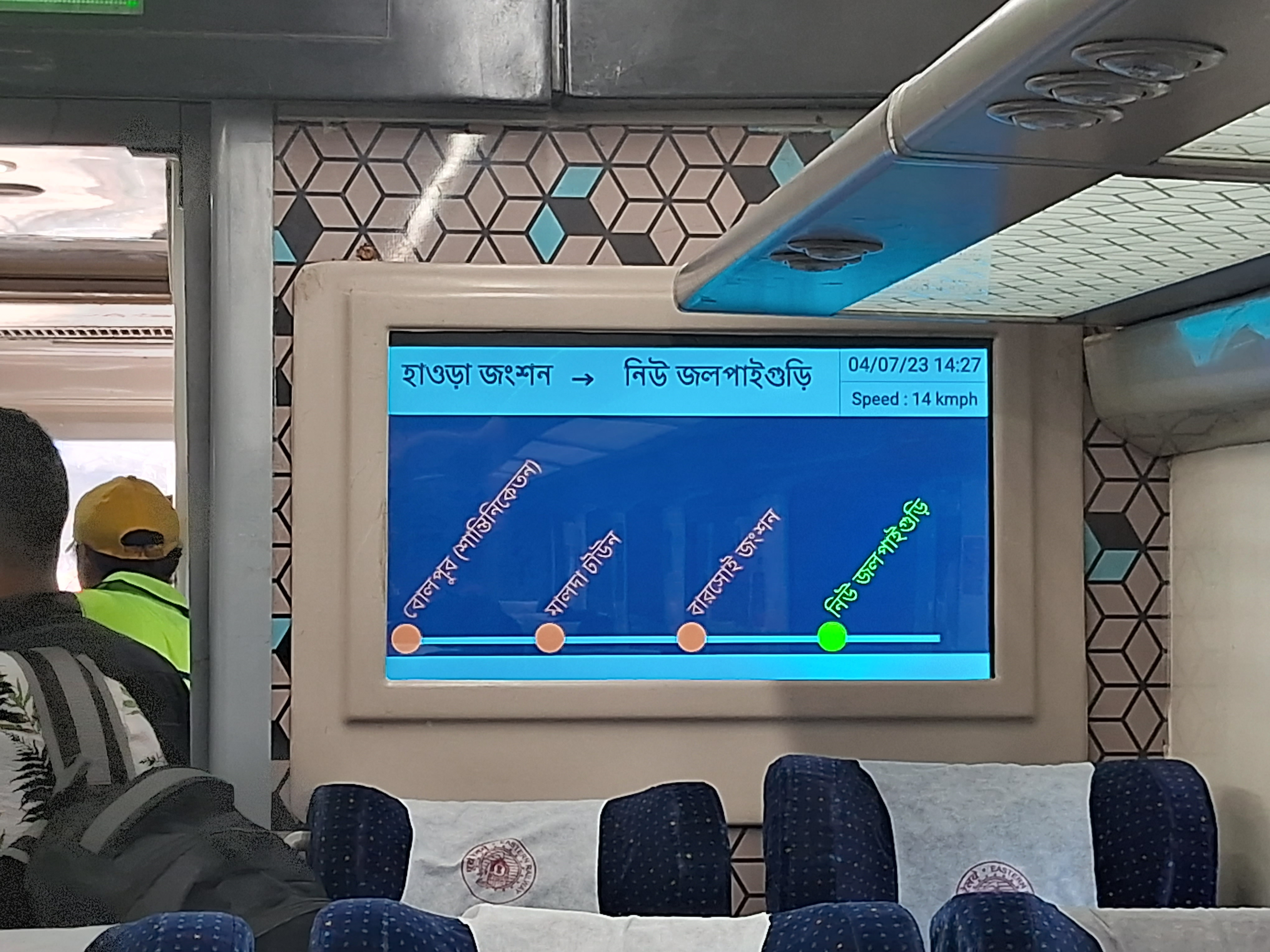
情報ディスプレイ
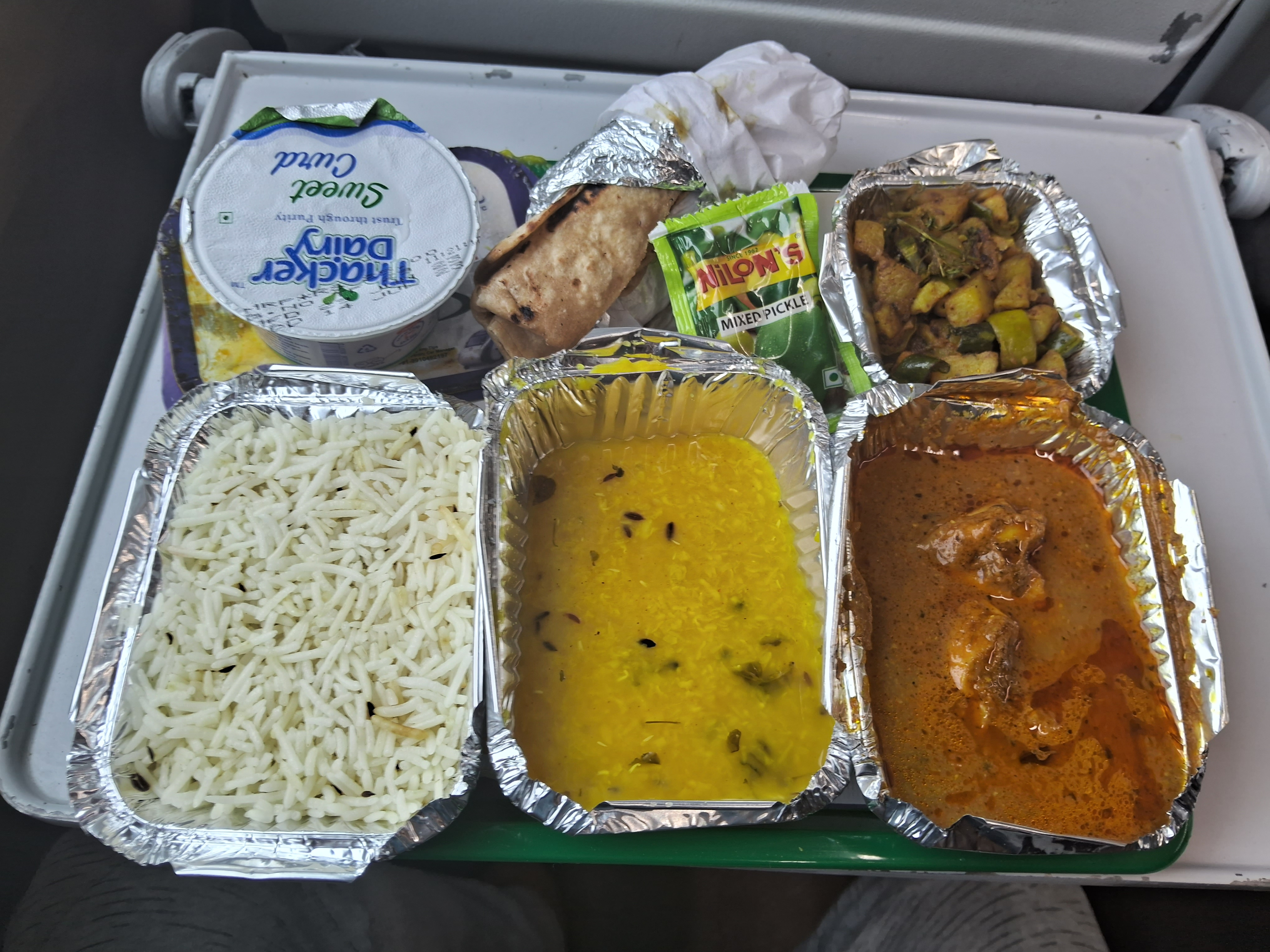
車内食の一例
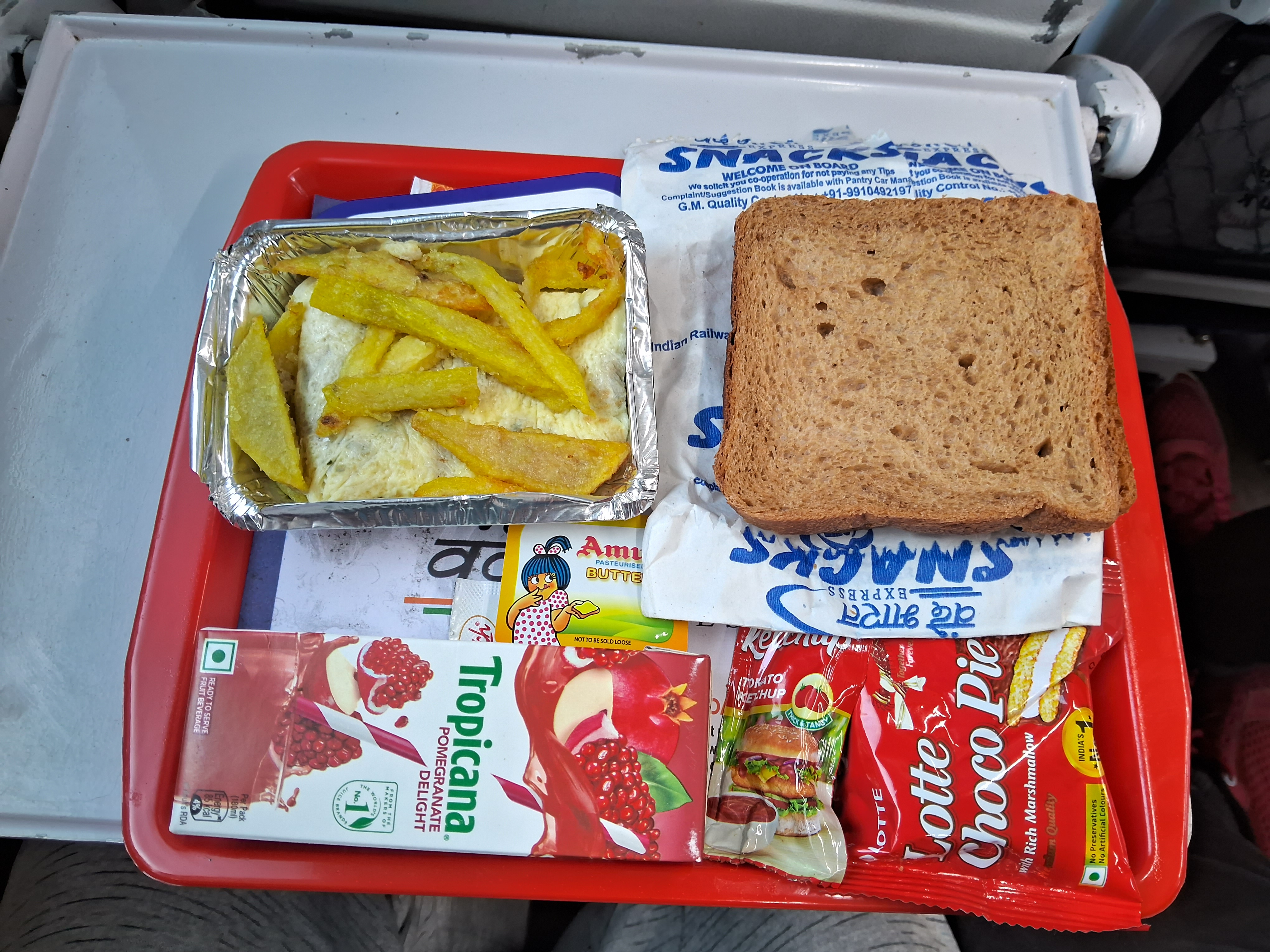
車内食の一例